# Usbekische Nationalhymne
Die usbekische Nationalhymne (usbekisch Oʻzbekiston Respublikasining Madhiyasi) wurde von Mutal Burxonov (1916–2002) komponiert, als Usbekistan noch Teil der Sowjetunion war. Als das Land 1991 unabhängig wurde, wurde die Musik der Hymne beibehalten, aber von Abdulla Oripov (* 1961) mit einem neuen Text versehen.

## Usbekisch
Serquyosh, hur oʻlkam, elga baxt, najot,
Sen oʻzing doʻstlarga yoʻldosh, mehribon!
Yashnagay to abad ilmu fan, ijod,
Shuhrating porlasin toki bor jahon!
Oltin bu vodiylar – jon Oʻzbekiston,
Ajdodlar mardona ruhi senga yor!
Ulugʻ xalq qudrati joʻsh urgan zamon,
Olamni mahliyo aylagan diyor!
Bagʻri keng oʻzbekning oʻchmas iymoni,
Erkin, yosh avlodlar senga zoʻr qanot!
Istiqlol mashʼali, tinchlik posboni,
Haqsevar, ona yurt, mangu boʻl obod!
Oltin bu vodiylar – jon Oʻzbekiston,
Ajdodlar mardona ruhi senga yor!
Ulugʻ xalq qudrati joʻsh urgan zamon,
Olamni mahliyo aylagan diyor!

### Kyrillische Schreibweise
Серқуёш ҳур ўлкам, элга бахт, нажот,
Сен ўзинг дўстларга йўлдош, меҳрибон!
Яшнагай то абад илму фан, ижод,
Шуҳратинг порласин токи бор жахон!
Олтин бу водийлар — жон Ўзбекистон,
Аждодлар мардона руҳи сенга ёр!
Улуғ халқ қудрати жўш урган замон,
Оламни маҳлиё айлаган диёр!
Бағри кенг ўзбекнинг ўчмас иймони,
Эркин, ёш авлодлар сенга зўр қанот!
Истиқлол машъали, тинчлик посбони,
Ҳақсевар, она юрт, мангу бўл обод!
Олтин бу водийлар — жон Ўзбекистон,
Аждодлар мардона руҳи сенга ёр!
Улуғ халқ қудрати жўш урган замон,
Оламни маҳлиё айлаган диёр!

## Deutsche Übersetzung
Steh aufrecht, mein freies Land, viel Glück und Heil.
Du selbst, du Begleiter von Freunden, du geliebtes [Land]!
Erblühe, du Schöpfer des ewigen Wissens und der Wissenschaft.
Dein Ruhm soll für immer hell erscheinen!
Diese Täler sind golden – mein Usbekistan,
unserer Vorväter männlicher Geist dein Begleiter!
Stärke großer Menschen in turbulenten Zeiten
machen dieses Land zur Freude der Welt!
Oh du großartiger Usbeke, dein Glaube soll nicht vergehen,
freie, junge Generationen sind Flügel, die dich beschützen!
Die Fackel der Unabhängigkeit, Hüter des Friedens,
Wertvolles Mutterland, erblühe und gedeihe!
Diese Täler sind Golden – mein Usbekistan,
unserer Vorväter männlicher Geist dein Begleiter!
Stärke großer Menschen in turbulenten Zeiten
machen dieses Land zur Freude der Welt!